# Liste der Gouverneure von Anhui
Dies ist die Liste der Gouverneure der chinesischen Provinz Anhui.
| Name          | Amtszeit  |
| ------------- | --------- |
| Zeng Xisheng  | 1952–1955 |
| Huang Yan     | 1955–1967 |
| Li Desheng    | 1968–1974 |
| Song Peizhang | 1975–1978 |
| Wan Li        | 1978–1979 |
| Zhang Jinfu   | 1979–1981 |
| Zhou Zijian   | 1981–1983 |
| Wang Yuzhao   | 1983–1987 |
| Lu Rongjing   | 1987–1989 |
| Fu Xishou     | 1989–1994 |
| Hui Liangyu   | 1994–1998 |
| Wang Taihua   | 1998–2000 |
| Xu Zhonglin   | 2000–2002 |
| Wang Jinshan  | 2002–2007 |
| Wang Sanyun   | 2007–2011 |
| Li Bin        | 2011–2013 |
| Wang Xueyun   | 2013–2015 |
| Li Jinbin     | 2015–2016 |
| Li Guoying    | 2016–2021 |
| Wang Qingxian | 2021–     |